# Теоремы Пенроуза — Хокинга о сингулярности
Теоремы Пенроуза — Хокинга о сингулярности — это теоремы в общей теории относительности, которые пытаются ответить на вопрос, когда гравитация порождает сингулярности.

## Сингулярность
Сингулярность в решениях уравнений поля Эйнштейна — это одна из двух вещей:
1. ситуация, когда материя вынуждена сжиматься до точки (пространственная сингулярность)
2. ситуация, когда определённые световые лучи исходят из области с бесконечной кривизной (временна́я сингулярность)

Пространственно-подобные сингулярности являются особенностью невращающихся незаряженных черных дыр, в то время как временные сингулярности-это те, которые возникают в заряженных или вращающихся точных решениях чёрных дыр. Оба они обладают свойством геодезической неполноты, в которой либо некоторый световой путь, либо некоторый путь частиц не может быть расширен за пределы определённого собственного времени или аффинного параметра (аффинный параметр является нулевым аналогом собственного времени).
Теорема Пенроуза гарантирует, что некоторая геодезическая неполнота возникает внутри всякой черной дыры всякий раз, когда материя удовлетворяет разумным энергетическим условиям. Энергетическое условие, необходимое для теоремы о сингулярности чёрной дыры, является слабым: оно говорит, что световые лучи всегда фокусируются вместе гравитацией, никогда не расходятся, и это справедливо всякий раз, когда энергия материи неотрицательна.
Теорема Хокинга о сингулярности относится ко всей Вселенной и работает в обратном направлении во времени: она гарантирует, что (классический) большой взрыв имеет бесконечную плотность. Эта теорема более ограничена и справедлива только тогда, когда материя подчиняется более сильному энергетическому условию, называемому доминирующим энергетическим условием, при котором энергия больше давления. Все обычное вещество, за исключением вакуумного математического ожидания скалярного поля, подчиняется этому условию. Во время инфляции Вселенная нарушает доминирующее энергетическое условие, и на основании этого первоначально утверждалось (например, Старобинским), что инфляционные космологии могли бы избежать начальной сингулярности Большого взрыва. Однако с тех пор было показано, что инфляционные космологии все ещё являются неполными в прошлом, и поэтому для описания прошлой границы раздувающейся области пространства-времени требуется физика, отличная от инфляции.
До сих пор остаётся открытым вопрос, предсказывает ли (классическая) общая теория относительности временные сингулярности внутри реалистичных заряженных или вращающихся чёрных дыр, или же они являются артефактами решений с высокой симметрией и превращаются в пространственные сингулярности при добавлении возмущений.

## Комментарии
В общей теории относительности сингулярность — это место, куда объекты или световые лучи могут попасть за конечное время, когда кривизна становится бесконечной, или пространство-время перестает быть многообразием. Сингулярности можно найти во всех пространствах-временах чёрных дыр, метрике Шварцшильда, метрике Рейсснера-Нордстрема, метрике Керра и метрике Керра-Ньюмана, а также во всех космологических решениях, которые не имеют скалярной энергии поля или космологической постоянной.
Никто не может предсказать, что может «выйти» из сингулярности Большого взрыва в нашем прошлом, или что случится с наблюдателем, который «попадет» в сингулярность чёрной дыры в будущем, поэтому они требуют модификации физического закона. До Пенроуза считалось, что сингулярности формируются только в надуманных ситуациях. Например, при коллапсе звезды с образованием чёрной дыры, если звезда вращается и, следовательно, обладает некоторым угловым моментом, возможно, центробежная сила частично противодействует гравитации и удерживает сингулярность от формирования. Теоремы сингулярности доказывают, что этого не может быть, и что сингулярность всегда образуется, как только образуется горизонт событий.
Например, при коллапсе звезды, поскольку вся материя и энергия являются источником гравитационного притяжения в общей теории относительности, дополнительный угловой момент только сильнее стягивает звезду вместе, когда она сжимается: часть вне горизонта событий в конце концов оседает в чёрную дыру Керра (см. теорему об отсутствии волос). Часть внутри горизонта событий обязательно имеет где-то сингулярность. Доказательство этого является конструктивным, оно показывает, что сингулярность можно найти, следуя за световыми лучами с поверхности, находящейся непосредственно внутри горизонта. Но доказательство не говорит, какой тип сингулярности возникает, пространственный, временной, орбифолд, скачкообразный разрыв в метрике. Оно только гарантирует, что если следовать за времениподобными геодезическими в будущее, то невозможно, чтобы граница области, которую они образуют, была сгенерирована нулевыми геодезическими с поверхности. Это означает, что граница должна либо возникать из ниоткуда, либо все будущее заканчивается на некотором конечном протяжении.
Теоремы сингулярности раскрывают интересную «философскую» особенность общей теории относительности. Поскольку общая теория относительности предсказывает неизбежное возникновение сингулярностей, эта теория не является полной без уточнения того, что происходит с материей, которая попадает в сингулярность. Можно распространить общую теорию относительности на единую теорию поля, такую как система Эйнштейна-Максвелла-Дирака, где такие сингулярности не встречаются.

## Кратко о теоремах
В математике существует глубокая связь между кривизной многообразия и его топологией. Теорема Бонне-Майерса утверждает, что полное риманово многообразие, имеющее кривизну Риччи везде большее некоторой положительной постоянной, должно быть компактом. Условие положительной кривизны Риччи наиболее удобно сформулировать следующим образом: для каждой геодезической существует соседняя изначально параллельная геодезическая, которая будет изгибаться к ней при расширении, и эти две будут пересекаться на некоторой конечной длине.
Когда две соседние параллельные геодезические пересекаются, продолжение любой из них больше не является кратчайшим путем между конечными точками. Причина заключается в том, что два параллельных геодезических пути обязательно сталкиваются после расширения равной длины, и если один путь следует к пересечению, то другой, вы соединяете конечные точки с помощью не геодезический путь одинаковой длины. Это означает, что для того, чтобы геодезическая была кратчайшим путем длины, она никогда не должна пересекаться с соседними параллельными геодезическими.
Начиная с небольшой сферы и посылая параллельные геодезические от границы, предполагая, что многообразие имеет кривизну Риччи, ограниченную ниже положительной константой, ни одна из геодезических не является кратчайшим путем через некоторое время, так как все они сталкиваются с соседом. Это означает, что после некоторого расширения были достигнуты все потенциально новые точки. Если все точки в связном многообразии находятся на конечном геодезическом расстоянии от малой сферы, то многообразие должно быть компактным.
Аналогично рассуждал Пенроуз и в теории относительности. Если нулевые геодезические линии, траектории световых лучей, следуют в будущее, то генерируются точки в будущем области. Если точка находится на границе границ области, то её можно достичь только двигаясь со скоростью света, не медленнее, поэтому нулевая геодезия включает в себя всю границу правильного будущего области. Когда нулевые геодезические пересекаются, они больше не находятся на границе будущего, они находятся внутри будущего. Таким образом, если все нулевые геодезические сталкиваются, то нет никакой границы для будущего.
В теории относительности кривизна Риччи, определяющая коллизионные свойства геодезических, определяется тензором энергии, а его проекция на световые лучи равна нулевой проекции тензора энергии-импульса и всегда неотрицательна. Это означает, что объём конгруэнции параллельных нулевых геодезических, как только он начнет уменьшаться, достигнет нуля за конечное время. Как только объём равен нулю, происходит коллапс в некотором направлении, поэтому каждая
геодезическая пересекает некоторого соседа.
Пенроуз пришел к выводу, что всякий раз, когда существует куб, где все исходящие (и входящие) лучи света изначально сходятся, граница будущего этой области закончится после конечного расширения, потому что все нулевые геодезические будут сходиться. Это несущественно, потому что исходящие световые лучи для любой сферы внутри горизонта все решения черной дыры сходятся, так что граница будущего этой области либо компактна, либо исходит из ниоткуда. Будущее внутреннего пространства либо заканчивается после конечного расширения, либо имеет границу, которая в конечном итоге порождается новыми световыми лучами, которые не могут быть прослежены до исходной сферы.

## Природа сингулярности
Теоремы о сингулярности используют понятие геодезической неполноты в качестве замены наличия бесконечных кривизн. Геодезическая неполнота — это представление о том, что существуют геодезические траектории наблюдателей в пространстве-времени, которые могут быть продлены только на конечное время, измеренное наблюдателем, путешествующим вдоль одного из них. Предположительно, в конце геодезической наблюдатель попал в сингулярность или столкнулся с какой-то другой патологией, при которой нарушаются законы общей теории относительности.

### Предположения теоремы
Обычно теорема о сингулярности состоит из трех составляющих:
1. Энергетическое состояние материи,
2. Условие глобальной структуры пространства-времени,
3. Гравитация достаточно сильна (где-то), чтобы захватить область.

Существуют различные возможности для каждого ингредиента, и каждый из них приводит к различным теоремам сингулярности.

### Используемые инструменты
Ключевым инструментом, используемым при формулировании и доказательстве теорем сингулярности, является уравнение Райчаудури, которое описывает дивергенцию {\displaystyle \theta } конгруэнции (семейства) геодезических. Определяется дивергенция конгруэнтности как производная от логарифма определителя объёма конгруэнции. Уравнение Райчаудури имеет вид:
{\displaystyle {\dot {\theta }}=-\sigma _{ab}\sigma ^{ab}-{\frac {1}{3}}\theta ^{2}-{E[{\vec {X}}]^{a}}_{a}}
где {\displaystyle \sigma _{ab}} является тензором сдвига конгруэнтности и {\displaystyle {E[{\vec {X}}]^{a}}_{a}=R_{mn}\,X^{m}\,X^{n}} известно как скаляр Райчаудури (см. стр. конгруэнция). Ключевой момент заключается в том, что {\displaystyle {E[{\vec {X}}]^{a}}_{a}} будет неотрицательным при условии, что выполняются уравнения поля Эйнштейна и
- выполняется условие нулевой энергии, и геодезическая конгруэнтность равна нулю, или
- сильное энергетическое условие сохраняется, и геодезическая конгруэнтность подобна времени.

Когда они выполняются, дивергенция становится бесконечной при некотором конечном значении аффинного параметра. Таким образом, все геодезические, выходящие из точки, в конечном итоге снова сходятся через конечное время, при условии соблюдения соответствующего энергетического условия, результат также известен как теорема фокусировки.
Это имеет отношение к сингулярностям благодаря следующему аргументу:
1. Предположим, что у нас есть пространство-время, которое глобально гиперболическое, и две точки {\displaystyle p} и {\displaystyle q}, которые могут быть связаны временной или нулевой кривой. Тогда существует геодезические максимальной длины, соединяющий {\displaystyle p} и {\displaystyle q}. Назвать этот геодезические {\displaystyle \gamma }.
2. Геодезическая {\displaystyle \gamma } может быть изменена на более длинную кривую, если другая геодезическая из {\displaystyle p} пересекает {\displaystyle \gamma } в другой точке, называемой сопряженной точкой.
3. Из теоремы фокусировки мы знаем, что все геодезические из {\displaystyle p} имеют сопряженные точки при конечных значениях аффинного параметра. В частности, это справедливо для геодезической максимальной длины. Но это противоречие можно поэтому

заключить, что пространство-время является геодезически неполным.
В общей теории относительности существует несколько версий теоремы сингулярности Пенроуза-Хокинга. Большинство версий утверждают, грубо говоря, что если есть захваченная нулевая поверхность и плотность энергии неотрицательна, то существуют геодезические конечной длины, которые не могут быть расширены.
Эти теоремы, строго говоря, доказывают, что существует по крайней мере одна не-пространственная геодезическая, которая только конечно может быть расширена в прошлое, но есть случаи, когда условия этих теорем получают таким образом, что все прошлые направленные пространственно-временные траектории заканчиваются в сингулярности.

### Версии
Имеется много версий. Нулевая версия:
Предположим:
1. Выполняется условие нулевой энергии.
2. У нас есть некомпактная связная поверхность Коши.
3. У нас есть замкнутая захваченная нулевая поверхность {\displaystyle {\mathcal {T}}}.

Тогда мы имеем либо нулевую геодезическую неполноту, либо замкнутые времениподобные кривые.
Эскиз доказательства: доказательство от противного. Границы будущего {\displaystyle {\mathcal {T}}}, {\displaystyle {\dot {J}}({\mathcal {T}})} создается изотропными геодезическими сегментами, возникающими из {\displaystyle {\mathcal {T}}} с касательных векторов, ортогональных к ней. Будучи захваченной нулевой поверхностью, по нулевому уравнению Райчаудури оба семейства нулевых лучей, исходящих из {\displaystyle {\mathcal {T}}}, столкнутся с каустиками. (Каустика сама по себе не является проблемой. Например, границей будущего двух пространственно разделенных точек является объединение двух будущих световых конусов с удалёнными внутренними частями пересечения. Каустики возникают там, где пересекаются световые конусы, но никакой сингулярности там нет.)
Однако нулевые геодезические, генерирующие {\displaystyle {\dot {J}}({\mathcal {T}})}, должны завершиться, то есть достичь своих будущих конечных точек в каустиках или до них. В противном случае мы можем взять два нулевых геодезических сегмента – , изменяющихся в каустике – , а затем слегка деформировать их, чтобы получить временную кривую, соединяющую точку на границе с точкой на {\displaystyle {\mathcal {T}}}, противоречие. Но поскольку {\displaystyle {\mathcal {T}}} компактен, учитывая непрерывную аффинную параметризацию геодезических генераторов, существует нижняя граница абсолютного значения параметра расширения. Итак, мы знаем, что каустика будет развиваться для каждого генератора до того, как истечет равномерная граница в аффинном параметре.
В результате {\displaystyle {\dot {J}}({\mathcal {T}})} должен быть компактным. Либо у нас есть замкнутые временные кривые, либо мы можем построить конгруэнтность по временным кривым, и каждая из них должна точно пересекать некомпактную поверхность Коши. Рассмотрим все такие временные кривые, проходящие через {\displaystyle {\dot {J}}({\mathcal {T}})} и посмотрим на их изображение на поверхности Коши. Будучи непрерывной картой, изображение также должно быть компактным. Будучи временной конгруэнтностью, временные кривые не могут пересекаться, и поэтому карта является инъективной. Если поверхность Коши была некомпактной, то изображение имеет свою границу. Мы предполагаем, что пространство-время состоит из одной связной части. Но {\displaystyle {\dot {J}}({\mathcal {T}})} компактна и беспредельна, потому что граница границы пуста. Непрерывная инъективная карта не может создать границу. Получаем противоречие в итоге.
«Лазейки»: если существуют замкнутые временные кривые, то временные кривые не должны пересекать «частичную» поверхность Коши. Если поверхность Коши компактна, то есть пространство компактно, то нулевые геодезические генераторы границы могут пересекаться везде, потому что они могут пересекаться на другой стороне пространства.
Существуют и другие версии теоремы, связанные со слабым или сильным энергетическим условием.

### Модифицированные теории тяготения
В модифицированных теориях тяготения уравнения поля Эйнштейна не работают, и поэтому эти сингулярности не обязательно возникают. Например, в теории бесконечной производной гравитации {\displaystyle {E[{\vec {X}}]^{a}}_{a}} может быть отрицательным, даже если выполняется условие нулевой энергии.